# Фарнабаз II

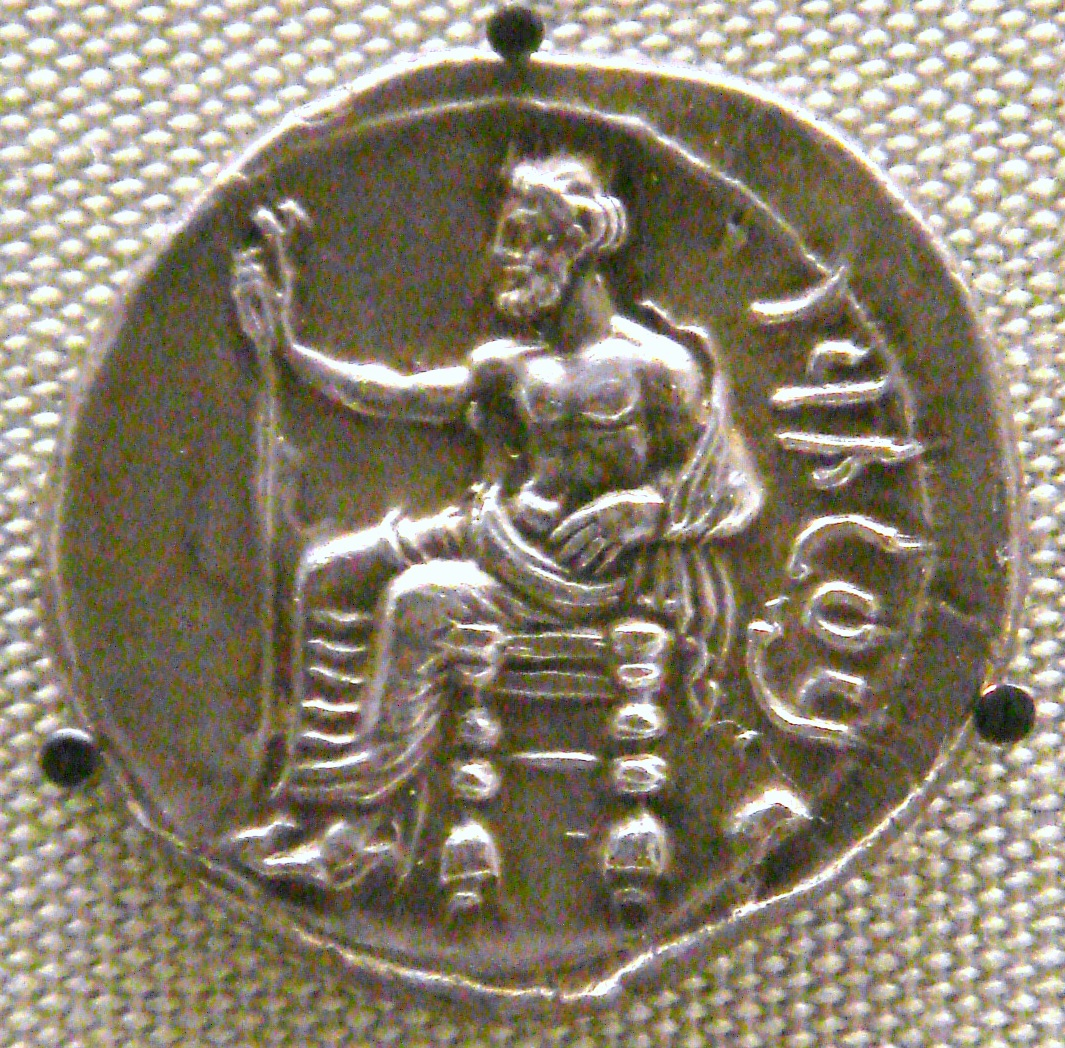
Серебряный статер, чеканенный Фарнабазом в 379—374 годах до н. э.

Фарнабаз II (др.-греч. Φαρνάβαζος; умер после 373 года до н. э., Сузы) — персидский военачальник и сатрап Фригии и Киликии, сын Фарнака.

## Биография
Фарнабаз II был сыном Фарнака II из аристократического рода Фарнакидов, близкородственного царской династии Ахеменидов.
Во время Пелопоннесской войны помогал Спарте в её борьбе против Афин. В то же время предоставил убежище во Фригии бежавшему афинскому полководцу Алкивиаду. По настоянию спартанского военачальника Лисандра, поставившего под сомнение персидско-спартанский союз, Фарнабаз приказал в 404 году до н. э. убить Алкивиада (версия Корнелия Непота). По другой версии (Диодор Сицилийский), убийство Алкивиада было вызвано желанием последнего сообщить царю Артаксерксу о заключённом союзе — Кира Младшего со Спартой. Согласно Плутарху, Фарнабаз приказал убить Алкивиада по личным мотивам (из мести). В то же время, в годы гражданской войны в Персии между царём Артаксерксом и его братом, Киром Младшим, Фарнабаз поддерживал царя.
В последующей войне между Персией и Спартой Фарнабаз II играет одну из центральных ролей. В 397 году до н. э., по его рекомендации, царь назначает командующим персидским флотом афинянина Конона. Он также помогает сатрапу Тиссаферну в обороне Карии от спартанской армии под руководством Деркилида. В ответ на это спартанцы во главе со своим царём Агесилаем II разорили Фригию, которой владел Фарнабаз. С тем, чтобы отвлечь внимание спартанцев от персидских владений в Малой Азии, Фарнабаз II, при посредничестве родосца Тимократа, подкупает в 396—395 годах до н. э. руководство беотийских Фив, побудив их выступить войной против Спарты, развязав таким образом Коринфскую войну. Совместно с Кононом, Фарнабаз в 394 году до н. э. одержал решительную победу в сражении при Книде, где был потоплен весь спартанский военный флот. Впоследствии, дабы помешать возрождению морского могущества Спарты в Эгейском море, он поддерживал там действия афинского полководца Фрасибула. Несмотря на эти успехи, после заключения в 387 году до н. э. мира со Спартой, Фарнабаз был царём отстранён от управления сатрапией Фригия и заменён на его сына Ариобарзана.
После этого Фарнабаз занимает место при дворе царя Артаксеркса II и женится на его дочери Апаме. Совместно с полководцами Тифараустом и Аброкомом, ему поручается поход на Египет и его завоевание. Однако, несмотря на то, что под давлением Фарнабаза командующий египетским войском, афинянин Хабрий был срочно отозван на родину, поход на Египет (в 385—383 годах до н. э.) окончился неудачей. Около 370 года до н. э. Фарнабаз вновь назначается руководителем похода на Египет. Вместе с афинским полководцем Ификратом он собирает войска в Финикии. В 373 году до н. э. армия выступает в поход. Так как находившаяся на границе крепость Пелузий была практически неприступна, Фарнабаз решает произвести высадку своих войск в дельте Нила. При высадке, однако, персидская армия оказалась в весьма трудном положении вследствие ежегодного сезонного разлива Нила, сорвавшего наступление. После имевшего затем место спора между Фарнабазом и Ификратом, последний по главе греческих наёмников покидает персидский лагерь и отплывает на родину, в Грецию. Фарнабаз уводит войско обратно в Финикию для его реорганизации, однако там он был смещён царём и заменён на Датама. Вскоре после этого, в возрасте более 60 лет, Фарнабаз скончался.